# 札幌市交通局A850形電車
札幌市交通局A850形電車（さっぽろしこうつうきょくA850がたでんしゃ）は、札幌市交通局が1965年に導入した札幌市電の路面電車車両である。

## 概要
1965年（昭和40年）にラッシュアワーの輸送力増強のため570形と580形を種車として改造された連結車。A820形同様に1800mm幅の両開き扉を持つ片側4扉で、運賃収受はパッセンジャーフロー方式とした。連結面の運転台は撤去され、全断面の貫通幌で接続されていた。正面は種車の形状を残していたが、側面は扉配置を変更したため、全面的に変更されている。制御器は新製され、間接非自動制御となった。
1965年6月にA851-A852号・A853-A854号が570形前期車571～574号を種車に、A855-A856号～A859-A860号が570形後期車576～580号・580形581号を種車に 札幌綜合鉄工共同組合で改造された。
鉄北線直通の2系統などに使用され、地下鉄南北線開業による鉄北線北24条以南廃止以降は全車が幌北車庫への配置となり、鉄北線のラッシュ輸送に使用された。その後、鉄北線残存区間の廃止に伴い、1974年（昭和49年）5月に廃車となった。
廃車後はA851-A852号が交通資料館に保存されたが、1983年（昭和58年）の展示品整備時に解体処分され現存しない。

## 主要諸元（2車体分）
- 全長：23000mm
- 全幅：2230mm
- 全高：3635mm（奇数車）、3490mm（偶数車）
- 自重：27t
- 定員：156人
- 出力・駆動方式：37.3kW×4・吊り掛け式
- 台車型式：住友金属KS-40系（A851～A854号）、住友金属FS-71（A855～A860号）